# Christina Zeyen
Christina Zeyen (Bochum, 2 ottobre 1975) è un'ex cestista tedesca.

## Carriera
Con la Germania ha disputato i Campionati europei del 1999.